# Hokkaidos nionde valkrets

Hokkaidos enmansvalkretsar.

Hokkaidos nionde valkrets är en valkrets för Japans underhus i Hokkaido. Valkretsen omfattar delar av Hokkaidos sydkust, inklusive städerna Muroran, Tomakomai, Noboribetsu och Date. Den är en enmansvalkrets. Kandidater som inte direktväljs kan få utjämningsmandat genom Hokkaidos proportionella valblock.
Valkretsen bildades i samband med införandet av enmansvalkretsar inför valet 1996. Området var tidigare en del av Hokkaidos gamla fjärde valkrets.
Yukio Hatoyama representerade valkretsen från bildandet fram till 2012. Under en del av hans sista mandatperiod var han Japans premiärminister.

## Valda ledamöter
Valet till Japans representanthus 1996, 20 oktober 1996.Redigera Wikidata
- Yukio Hatoyama, Japans demokratiska parti

Valet till Japans representanthus 2000, 25 juni 2000.Redigera Wikidata
- Yukio Hatoyama, Demokratiska partiet

Valet till Japans representanthus 2003, 9 november 2003.Redigera Wikidata
- Yukio Hatoyama, Demokratiska partiet

Valet till Japans representanthus 2005, 11 september 2005.Redigera Wikidata
- Yukio Hatoyama, Demokratiska partiet

Valet till Japans representanthus 2009, 30 augusti 2009.Redigera Wikidata
- Yukio Hatoyama, Demokratiska partiet

Valet till Japans representanthus 2012, 16 december 2012.Redigera Wikidata
- Manabu Horii, Liberaldemokratiska partiet

Valet till Japans representanthus 2014, 14 december 2014.Redigera Wikidata
- Manabu Horii, Liberaldemokratiska partiet

Valet till Japans representanthus 2017, 22 oktober 2017.Redigera Wikidata
- Manabu Horii, Liberaldemokratiska partiet

Valet till Japans representanthus 2021, 31 oktober 2021.Redigera Wikidata
- Tatsumaru Yamaoka, Konstitutionell-demokratiska partiet